# Drei Eier im Glas
Drei Eier im Glas ist ein Spielfilm des österreichischen Regisseurs Antonin Svoboda aus dem Jahr 2015. Der Film wurde von coop99 Filmproduktion GmbH produziert und feierte am 7. April 2015 Premiere im Wiener Gartenbaukino. Der Spielfilm ist nach Immer nie am Meer aus dem Jahr 2007 die zweite Zusammenarbeit des Trios Stermann, Grissemann und Strunk.

## Handlung
Die Karriere von Bernhard „Barney“ Schweinheimer als Model in Wien ist auf einem Tiefpunkt angekommen: Bereits als Kind erfolgreich, dreht er nun Treppenlift-Spots und übernachtet im Fitnessstudio. Sein einziges Hab und Gut nach 25-jähriger Karriere sind ein Koffer und ein Saxophon. Um das Instrument zu versetzen, besucht er die heruntergekommene Musikalienhandlung „Musikhaus Gnom“. Betreiber ist der alkoholabhängige Musiklehrer Michael Kiesel, der früher Saxophonist beim Musical König der Löwen in Hamburg war. Er steht unter der Fuchtel seines gemeinen Vaters Meinhard, der mit einer Stimmprothese spricht und die von Kiesel pürierten Mahlzeiten durch einen Strohhalm isst.  
Schnaps trinkend schaut Kiesel auf seinem Laptop die Serie „Verliebt in eine Leiche“, in der sein Schwarm Heidrun Fröhlich mit einem Toten mit überkämmter Glatze zu sehen ist. Auf seiner Website bietet er unter dem Motto „Sax up your life“ einen „Saxophonkurs für Singles“ an, den Barney mit anderen einsamen Männern besucht. 
Dragan Kuhl spielt in seiner Freizeit in seiner riesigen Villa Tischtennis gegen sich selbst. Der Sohn der zu lebenslänglicher Haft verurteilten „Ribiselmörderin“, die 1977 ihren Mann samt seinen Liebhabern ermordet hat, betreibt ein Reisebüro für Thanatourismus („dark tourism“). Kuhl hat jedoch für ein Jahr Berufsverbot, nachdem Greenpeace sein Unternehmen verklagt und die Innung ihm die Lizenz entzogen hat, um den Ruf Österreichs als Tourismusland zu retten. Er stößt ebenfalls zum Saxophonkurs, der von Kiesels Vater abrupt beendet wird. Er hat das Musikgeschäft verkauft. 
Nachdem Kuhl und Schweinheimer Kiesel betrunken von der Straße auflesen, finden sie sich in Kuhls Villa bei Schnaps und Zwieback in einer Wohngemeinschaft zusammen. In Kuhls Stretchlimousine fahren sie nach Tschernobyl, wo Kiesel mit dem Wunsch zu „verglühen“ in die Sperrzone rennt. Die drei werden von einem Soldaten festgenommen und in einem Kellerverlies eingesperrt, aus dem sie sich freikaufen. Zurück in Wien, besuchen die Männer ein Etablissement mit Glory Holes. In der Villa setzt Kiesel den Saxophonkurs fort, bei dem die Männer mittlerweile Fortschritte gemacht haben und gemeinsam modalen Jazz spielen. 
Unerwartet ist Kuhls Mutter aus dem Gefängnis zurückgekehrt. Kuhl zeigt Schweinheimer Dias von den Liebhabern seines Vaters, die die Mutter ermordet hat. Kiesel kocht für die beiden und hat zur Reduzierung ihrer Essgeschwindigkeit sogenannte „sizzling forks“ besorgt, also Gabeln, die bei zu schnellem Essen anfangen zu vibrieren. Kiesel und Schweinheimer lesen im Buch Kollaps von Jared Diamond. Die letzte Stunde des Saxophonkurses findet im Garten der Villa statt. Als ein Regenschauer beginnt, flüchten die Männer ins Haus. Kiesel lädt das Video des gemeinsamen Stücks bei YouTube hoch. 
Als die drei am nächsten Tag aufwachen, hat es bereits mehr als drei Millionen Klicks. Erst jetzt wird ihnen bewusst, dass der tansanische Flughafenangestellte Richard Song während des Stücks einem Herzinfarkt erlegen ist. Als viraler Hit namens „Dead Man Playing“ verhilft das Stück dem Saxophon zu neuer, weltweiter Beliebtheit. Der Film endet mit Songs Beerdigung, begleitet von den drei Männern mit ihren Saxophonen.

## Rezeption
Das Online-Magazin Mokant schrieb 2015: „Freunden von Stermann und Grissemann kann eine klare Empfehlung ausgesprochen werden. Auch jene sollten den Film in Erwägung ziehen, denen eine sehr ungewöhnliche Komödie mit tragischen Elementen zusagt, die einige Fragen über das Leben aufwirft, jedoch gar nicht erst versucht, sie zu beantworten.“

## Sonstiges
Der Arbeitstitel des Films lautete „Verliebt in eine Leiche“, der Titel der Soap-Opera. Gedreht wurde in Wien und Tschechien. Zahlreiche Formulierungen des Drehbuchs finden sich in Büchern von Heinz Strunk, so etwa Fragen, in denen sich die Figuren entscheiden sollen, ob sie für einen hohen Geldbetrag unvorteilhafte Veränderungen am eigenen Körper vornehmen lassen würden, oder die Frage, ob man gerne ein Sklave wäre.